# Гумбольдт (Теннессі)
Гумбольдт (англ. Humboldt) — місто (англ. city) в США, в округах Ґібсон і Медісон штату Теннессі. Населення — 7874 особи (2020).

## Географія
Гумбольдт розташований за координатами 35°49′32″ пн. ш. 88°54′16″ зх. д. / 35.82556° пн. ш. 88.90444° зх. д. (35.825498, -88.904310).  За даними Бюро перепису населення США в 2010 році місто мало площу 25,14 км², з яких 25,12 км² — суходіл та 0,02 км² — водойми.

### Клімат
| Клімат : Гумбольдт    | Клімат : Гумбольдт | Клімат : Гумбольдт | Клімат : Гумбольдт | Клімат : Гумбольдт | Клімат : Гумбольдт | Клімат : Гумбольдт | Клімат : Гумбольдт | Клімат : Гумбольдт | Клімат : Гумбольдт | Клімат : Гумбольдт | Клімат : Гумбольдт | Клімат : Гумбольдт | Клімат : Гумбольдт |
| Показник              | Січ.               | Лют.               | Бер.               | Квіт.              | Трав.              | Черв.              | Лип.               | Серп.              | Вер.               | Жовт.              | Лист.              | Груд.              | Рік                |
| Середній максимум, °C | 10,0               | 11,7               | 16,1               | 22,2               | 26,7               | 31,1               | 32,8               | 32,8               | 29,4               | 23,9               | 16,1               | 11,1               | 22,2               |
| Середній мінімум, °C  | −0,6               | 0,6                | 3,9                | 9,4                | 13,9               | 18,3               | 20,0               | 19,4               | 15,6               | 8,9                | 3,3                | 0,6                | 9,4                |
| Норма опадів, мм      | 163                | 122                | 135                | 114                | 102                | 107                | 117                | 86                 | 86                 | 66                 | 109                | 112                | 1316               |
| --------------------- | ------------------ | ------------------ | ------------------ | ------------------ | ------------------ | ------------------ | ------------------ | ------------------ | ------------------ | ------------------ | ------------------ | ------------------ | ------------------ |
| Джерело: Weatherbase  |                    |                    |                    |                    |                    |                    |                    |                    |                    |                    |                    |                    |                    |

## Демографія
Згідно з переписом 2010 року, у місті мешкали 8452 особи в 3456 домогосподарствах у складі 2208 родин. Густота населення становила 336 осіб/км².  Було 3957 помешкань (157/км²).
Расовий склад населення:
| - 49,0 % — білих - 47,9 % — чорних або афроамериканців - 0,2 % — азіатів - 0,1 % — корінних американців - 1,7 % — осіб інших рас |

До двох чи більше рас належало 1,1 %. Частка іспаномовних становила 3,1 % від усіх жителів.
За віковим діапазоном населення розподілялося таким чином: 23,0 % — особи молодші 18 років, 57,3 % — особи у віці 18—64 років, 19,7 % — особи у віці 65 років та старші. Медіана віку мешканця становила 42,1 року. На 100 осіб жіночої статі у місті припадало 85,0 чоловіків;  на 100 жінок у віці від 18 років та старших — 80,0 чоловіків також старших 18 років.
Середній дохід на одне домашнє господарство  становив 37 879 доларів США (медіана — 31 684), а середній дохід на одну сім'ю — 42 018 доларів (медіана — 35 581). За межею бідності перебувало 22,9 % осіб, у тому числі 37,0 % дітей у віці до 18 років та 9,1 % осіб у віці 65 років та старших.
Цивільне працевлаштоване населення становило 2931 особа. Основні галузі зайнятості: освіта, охорона здоров'я та соціальна допомога — 31,6 %, виробництво — 16,4 %, науковці, спеціалісти, менеджери — 14,0 %, роздрібна торгівля — 13,4 %.